# Девьен, Франсуа
Франсуа Девьен (фр. François Devienne; 31 января 1759, Жуанвиль, Департамент Верхняя Марна — 5 сентября 1803, Шарантон, Валь-де-Марн) — французский флейтист, фаготист, композитор и преподаватель.

## Биография
Четырнадцатый ребёнок в семье шорника. С раннего детства под руководством одного из старших братьев, придворного музыканта в герцогстве Цвайбрюккенском, начал заниматься музыкой. Одновременно учился играть на нескольких инструментах, пел в церковном хоре и занимался композицией. Наибольших успехов достиг в игре на флейте и фаготе. В десятилетнем возрасте написал мессу, которая была исполнена профессиональными музыкантами (the Royal Cravate regiment). C 1779 г. жил в Париже, брал уроки у флейтиста Феликса Ро. Исполнительскую карьеру начал как музыкант военного оркестра Королевской швейцарской (затем Национальной) гвардии. С 1779 играл на фаготе в оркестре Парижской опере, в 1780 стал основным фаготистом. Одновременно в 1780—1785 гг. состоял камерным музыкантом в капелле кардинала Луи де Рогана. С 1788 Девьенн играл второй фагот в оркестре театра «Монсеньор», а через год стал солистом этого оркестра и работал там до 1801 года. В 1781 Девьен вступил в масонскую ложу Олимпик (Olympique). Играл в оркестре ложи на флейте.
Его дебют как солирующего флейтиста состоялся в 1782, когда он исполнил один из своих концертов для флейты, а через два года Девьен дебютировал как солист-фаготист со своим первым концертом для фагота.
С 1790 Девьен преподавал флейту в музыкальной школе Парижской Национальной гвардии, вошедшей 1795 г. в состав новосозданной Парижской консерватории, где Девьен стал членом администрации и одним из пяти профессоров по классу флейты. С тех пор сложилась традиция, что лучшие парижские флейтисты преподавали в консерватории.
Политические и экономические потрясения эпохи, невероятно активная творческая и общественная деятельность отрицательно повлияли на душевное здоровье Девьена. В 1803 он попал в знаменитую психиатрическую лечебницу Шарантон, близ Парижа, где и скончался.

## Творческая деятельность
Свои методические взгляды Девьен изложил в учебнике «Теоретическая и практическая школа для флейты» (фр. Méthode de Flûte Théorique et Pratique; 1793).
Композиторское наследие Девьена довольно обширно. Ему принадлежит более десятка комических опер, поставленных в Париже в 1790—1799 гг., начиная с оперы «Тайный брак» (фр. Le Mariage clandestin), — наиболее популярна, как считается, была опера «Визитандинки» (фр. Les Visitandines; 1792, либретто Луи Бенуа Пикара), мелодии которой послужили санкюлотам Французской революции основой для народных песен. Девьену принадлежит также около 300 оркестровых и инструментальных сочинений, в том числе 14 концертов для флейты (12 пронумерованных и 2 без номеров), 4 концерта для фагота и 2 концерта для валторны с оркестром, 25 квартетов (преимущественно для флейты, скрипки, альта и виолончели), множество иных сочинений флейтового репертуара, песни для голоса в сопровождении флейты и фортепиано. По духу музыка Девьенна очень близка Моцарту. Современники его так и называли — «французский Моцарт».
Всю жизнь Девьенн играл на одноклапанной флейте, но своим ученикам рекомендовал использовать многоклапанные инструменты. Среди его учеников был Жозеф Гийю.